# Shun Isotani
Shun Isotani (japanisch 磯谷 駿 Isotani Shun; * 30. Juli 2002 in der Präfektur Yamaguchi) ist ein japanischer Fußballspieler.

## Karriere
Shun Isotani erlernte das Fußballspielen in der Schulmannschaft der Kyushu International University High School sowie in der Universitätsmannschaft der Universität Fukuoka. Seinen ersten Vertrag unterschrieb er am 1. Februar 2025 beim Renofa Yamaguchi FC. Der Verein aus Yamaguchi spielt in der zweiten Liga, der J2 League. Sein Zweitligadebüt gab Isotani am 23. März 2025 (6. Spieltag) im Heimspiel gegen Roasso Kumamoto. Bei der 0:1-Heimniederlage wurde er in der 69. Minute für Takeru Itakura eingewechselt.